# Альбіссола-Марина
Альбіссола-Марина (італ. Albissola Marina) — муніципалітет в Італії, у регіоні Лігурія, провінція Савона.
Альбіссола-Марина розташована на відстані близько 430 км на північний захід від Рима, 36 км на захід від Генуї, 4 км на північний схід від Савони.
Населення — 5516 осіб (2014).

## Демографія
Населення за роками:

Станом на 1 січня 2023 року в муніципалітеті офіційно проживало 210 іноземців з 45 країн, серед них 40 громадян країн Євросоюзу та 17 громадян України.

## Сусідні муніципалітети
- Альбізола-Суперіоре
- Савона